# Spargania rufitaeniata
Spargania rufitaeniata är en fjärilsart som beskrevs av Paul Dognin 1909. Spargania rufitaeniata ingår i släktet Spargania och familjen mätare. Inga underarter finns listade i Catalogue of Life.